# P-38 Lightning
De Lockheed P-38 Lightning was in de periode 1942-1945 een van de beste Amerikaanse jachtvliegtuigen. Dit toestel was zo snel, krachtig en betrouwbaar dat het in vele rollen op het strijdtoneel rond de Grote Oceaan en in Europa werd ingezet.

## Oorsprong
Lockheed ontwierp de P-38 naar aanleiding van het verzoek van de Amerikaanse legerluchtmacht, het United States Army Air Corps, in 1937 om een onderscheppingsjager te bouwen die een constante snelheid van minimaal 580 km/h op 6100 m hoogte kon volhouden en net als bij de Nederlandse Fokker G.I was het ontwerp gebaseerd op een romp met dubbele staartbomen. De propellers bij de P-38 draaiden tegengesteld om de torsie te verminderen en de configuratie van het landingsgestel - met één wiel voor en twee wielen net achter het zwaartepunt - was in die tijd een unieke keuze voor een jachtvliegtuig.
Op 27 januari 1939 vloog het eerste prototype en op 11 februari 1939 vestigde het meteen een trans-continentaal snelheidsrecord door in 7 uur en 2 minuten van Californië naar New York te vliegen.
Hierop werden in april 1939 13 toestellen van dit type besteld. Al snel bestelden het Verenigd Koninkrijk en Frankrijk in totaal 667 toestellen, aangepast aan de wensen van deze landen (de propellers van deze versies draaiden bijvoorbeeld beiden rechtsom).
Engeland nam de Franse bestelling na de Franse overgave in 1940 geheel over. De bestelling bestond uit een versie mét en zonder luchtcompressie. De laatste variant werd door Engeland geannuleerd nadat bleek dat deze slechts 480 km/h haalde en lastig bestuurbaar was. De toestellen werden uiteindelijk gebruikt als trainers voor aankomende piloten in de VS.

## Inzet
Het eerste type dat vanaf april 1942 actief werd ingezet was de P-38E, gevolgd door de P-38F.
De eerste twee luchtoverwinningen werden behaald op 4 augustus 1942 toen twee P-38's op een tweetal Japanse watervliegtuigen stuitten. Voor het front in de Grote Oceaan bleek het toestel uitermate geschikt. Zijn snelheid, bereik, klimvermogen en enorme vuurkracht bleken een dodelijke combinatie voor de Japanse Zero-jachtvliegtuigen. Het bereik werd nadat Charles Lindbergh in juni 1944 een bezoek bracht aan de 475e Fighter Group nog eens met 30% verhoogd. Charles Lindbergh was mede dankzij zijn reis over de Atlantische Oceaan in 1927 een expert in zuinig vliegen en adviseerde de piloten hoe zij hun motoren nog efficiënter konden laten werken.
De eerste overwinning in Europa werd op 15 augustus bij IJsland behaald op een Focke-Wulf Condor-scheepsbommenwerper. Dit was ook de eerste Amerikaanse luchtoverwinning op een toestel van de Duitse Luftwaffe.
Een deel van de toestellen werd naar Engeland gebracht voor de invasie van Noord-Afrika in november 1942. Verder werden P-38's ingezet als langeafstandsescortejagers, maar de vliegtuigen bleken op grote hoogte niet geschikt voor deze rol en werden uiteindelijk vervangen door de P-51 in september 1944.
Begin 1943 kwam type P-38G in gebruik met krachtigere motoren en een betere radio, gevolgd door type P-38H met nog sterkere motoren, een 20 mm-kanon en een bommenlading van 1450 kg.
De P-38J volgde met een nieuwe motorconfiguratie en met (destijds uniek voor een jachtvliegtuig) stuurbekrachtiging voor de besturing. Dit was het type waarin Antoine de Saint-Exupéry vloog toen hij vermist raakte.
Van de P-38K werden er slechts twee gebouwd, omdat de regering het onacceptabel vond dat de productie van de P-38 in oorlogstijd twee tot drie weken moest worden gestaakt om de productielijn aan te passen.
De hierop volgende P-38L werd het meest succesvolle toestel in aantallen, waarvan er 3923 werden gebouwd. Omdat ze vanaf juni 1944 werden ingezet namen ze ook deel aan de acties tijdens D-Day.

## Rollen
Naast de oorspronkelijke rol als jager en escorte werd de P-38 Lightning later ook aangepast in configuratie om op te treden als verkenningsvliegtuig, bommenwerper en nachtjager.

## Gebruik
- In WOII: V.S., Australië, China, Frankrijk, Verenigd Koninkrijk, Portugal.
- Na WOII: Italië, Honduras.